# Rouge allura AC
« E129 » redirige ici. Pour les autres significations, voir E129 (homonymie).
Le rouge allura AC (anglais : Allura Red AC) est un colorant alimentaire azoïque de code E129.

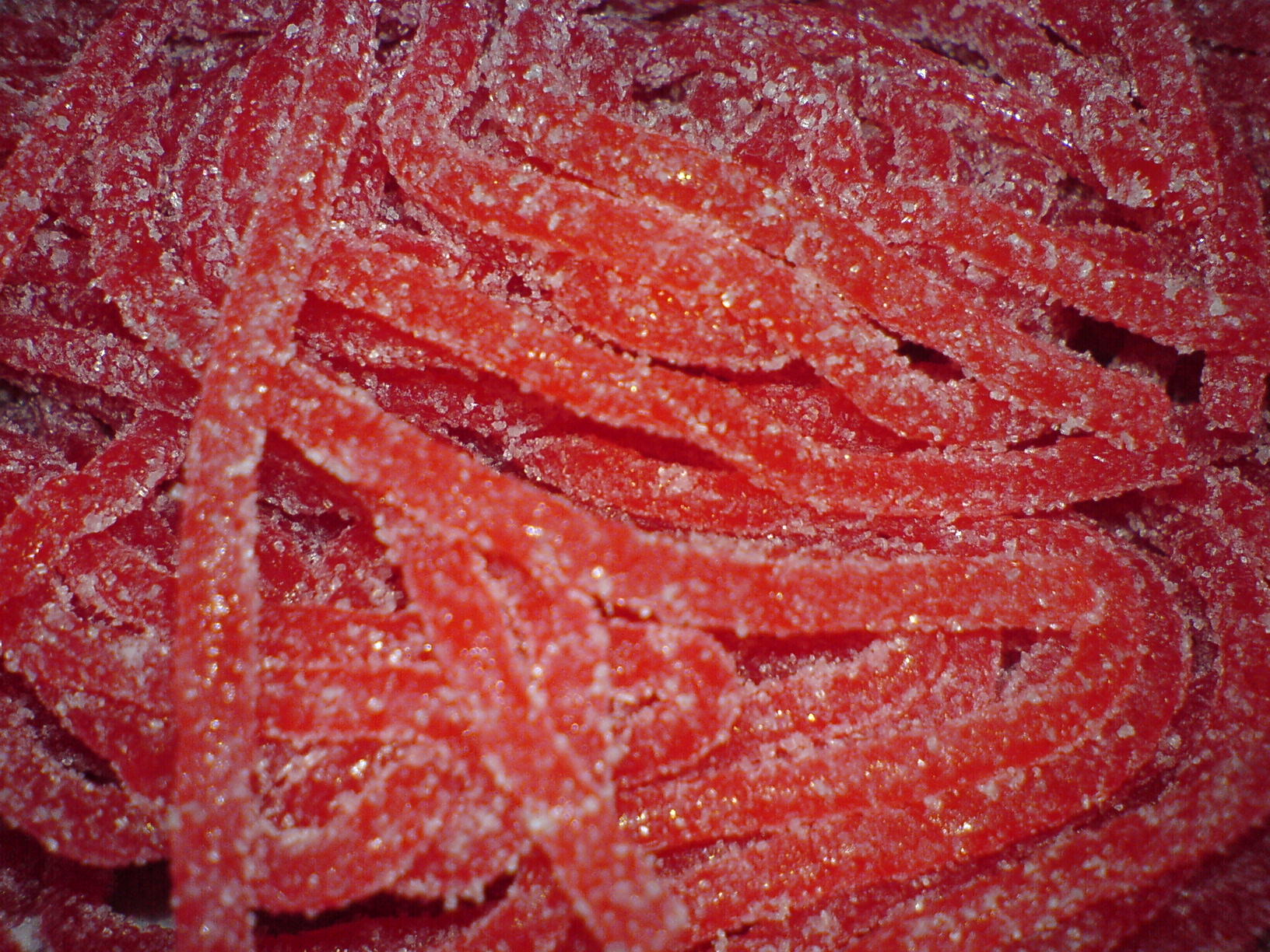
Bonbons au rouge allura AC.

## Effets sur la santé
Ce colorant peut former des résidus de substances potentiellement cancérigènes.
Il est suspect dans l'hyperactivité chez l'enfant, surtout en association avec les benzoates (E210 à E215).
Une étude réalisée par l'autorité européenne de sécurité des aliments (AESA) fixe la dose journalière admissible à 7 mg·kg-1 de poids corporel par jour.

## Réglementation
En France, le rouge allura AC est autorisé dans un nombre délimité de denrées alimentaires. Il peut être utilisé dans les boissons spiritueuses, les produits d'apéritifs, le marquage de la viande, mais aussi :
| Boissons aromatisées sans alcool (y compris les sirops) | 100 mg/l  |
| Fruits et légumes confits, Mostarda di frutta           | 200 mg/kg |
| Conserves de fruits rouges                              | 200 mg/kg |
| Confiserie                                              | 300 mg/kg |
| Décorations et enrobages                                | 500 mg/kg |
| Boulangerie fine                                        | 200 mg/kg |
| Glaces alimentaires                                     | 150 mg/kg |
| Fromages fondus aromatisés                              | 100 mg/kg |
| Desserts, y compris produits à base de lait aromatisé   | 150 mg/kg |
| Etc...                                                  |           |

Le rouge allura AC est interdit en Belgique, en Allemagne, en Suisse, en Suède, en Autriche, en Norvège.